# Brayden Davidson
Brayden Davidson (nascido em 25 de outubro de 1997) é um atleta paralímpico australiano. Defendeu as cores da Austrália disputando os Jogos Paralímpicos do Rio de Janeiro, em 2016, onde obteve a medalha de ouro no salto em distância masculino da categoria T36.

## Atletismo
Em 2015, no Campeonato Mundial de Atletismo Paralímpico, realizado em Doha, na Índia, ficou em terceiro lugar e recebeu a medalha de bronze.